# Magnapaulia
Magnapaulia é um gênero de dinossauro da família Hadrosauridae. Há uma única espécie descrita para o gênero Magnapaulia laticaudus. A espécie foi descrita inicialmente, em 1981, como pertencente ao gênero Lambeosaurus. Seus restos fósseis foram encontrados na Baja California, noroeste do México.